# Маркус Єнсен (футболіст)
Маркус Густав Єнсен (дан. Markus Gustav Jensen, нар. 15 липня 2005, Оденсе, Данія) — данський футболіст, нападник клубу «Оденсе».

## Ігрова кар'єра

### Клубна
Маркус Єнсен народився у данському місті Оденсе і з шестирічного віку почав займатися футболом в академії місцевого однойменного клуба. Влітку 2020 року футболіст підписав з клубом молодіжний контракт.
Перед початком сезону 2022/23 Єнсен підписав з клубом професійний контракт до червня 2025 року. В тому ж сезоні нападник дебютував в першій команді клубу в чемпіонаті Данії. 21 травня 2023 року Маркус вийшов на заміну у матчі проти «Люнгбю». В серпні 2023 року футболіст продовжив чинний контракт з клубом.
За результатами сезону 2023/24 Єнсен разом з клубом вилетів до Першого дивізіону.

### Збірна
З 2022 року Маркус Єнсен представляє Данію в складі юнацьких збірних Данії.